# Lars Björn
Lars "Lasse" Björn (født 16. december 1931, død august 2024) var en svensk ishockeyspiller.

## Ishockeykarriere
Björn var back og kendt og frygtet for sit kontante forsvarsspil – han spillede også rugby. Han spillede hele sin karriere for Djurgårdens IF og med denne klub var han i perioden 1950-1963 med til at vinde det svenske mesterskab ni gange.
På Sveriges ishockeylandshold spillede han 217 kampe i perioden 1952-1961, og ved vinter-OL 1952 i Oslo, i sin første store internationale turnering var han med til at vinde bronze, og Björn scorede det første mål i omkampen om tredjepladsen, som svenskerne vandt 5-3 over Tjekkoslovakiet. Ligeledes var han i 1952 med til at vinde EM-guld for Sverige.
I resten af årtiet fortsatte Sverige med Lars Björn med at være en af sportens internationale stormagter. Holdet vandt således VM- og EM-guld i 1953, VM-bronze og EM-sølv i 1954, EM-bronze i 1955, EM-sølv i 1956, VM- og EM-guld i 1957 med Björn som holdkaptajn, VM-bronze og EM-sølv i 1958 samt EM-bronze i 1959, 1960 og 1961. Ved VM 1954 blev han desuden valgt som bedste forsvarsspiller.
Han blev i 1998 indvalgt i ishockeyens Hall of Fame og han blev valgt som Stor grabb nr. 35 i ishockey.

## Civilt liv
Efter afslutningen af karrieren stod Lars Björn i spidsen for sit eget transportfirma, og i 1980'erne sad han i bestyrelsen for Djurgårdens IF. 
Hans barnebarn, Douglas Murray, har også været ishockeyspiller, og spillede for det svenske landshold ved blandt andet vinter-OL 2010.

## Eksterne links
- Lars Björns profil på Sports-Reference OL-resultater (arkiveret) (engelsk)
- Lars Björns profil på Olympedia (engelsk)
- Lars Björns profil hos Sveriges Olympiske Komité (svensk)
- Lars Björns profil på Eurohockey.com (engelsk)
- Lars Björns profil på Eliteprospects.com (engelsk)